# Greta
Greta – powstała na gruncie germańskim skrócona forma imienia Małgorzata.
Greta imieniny obchodzi: 12 stycznia.
Znane osoby noszące imię Greta:
- Greta Garbo (1905-1990) – aktorka
- Greta Scacchi (ur. 1960)
- Greta Thunberg (ur. 2003) – aktywistka